# 米兰王宫

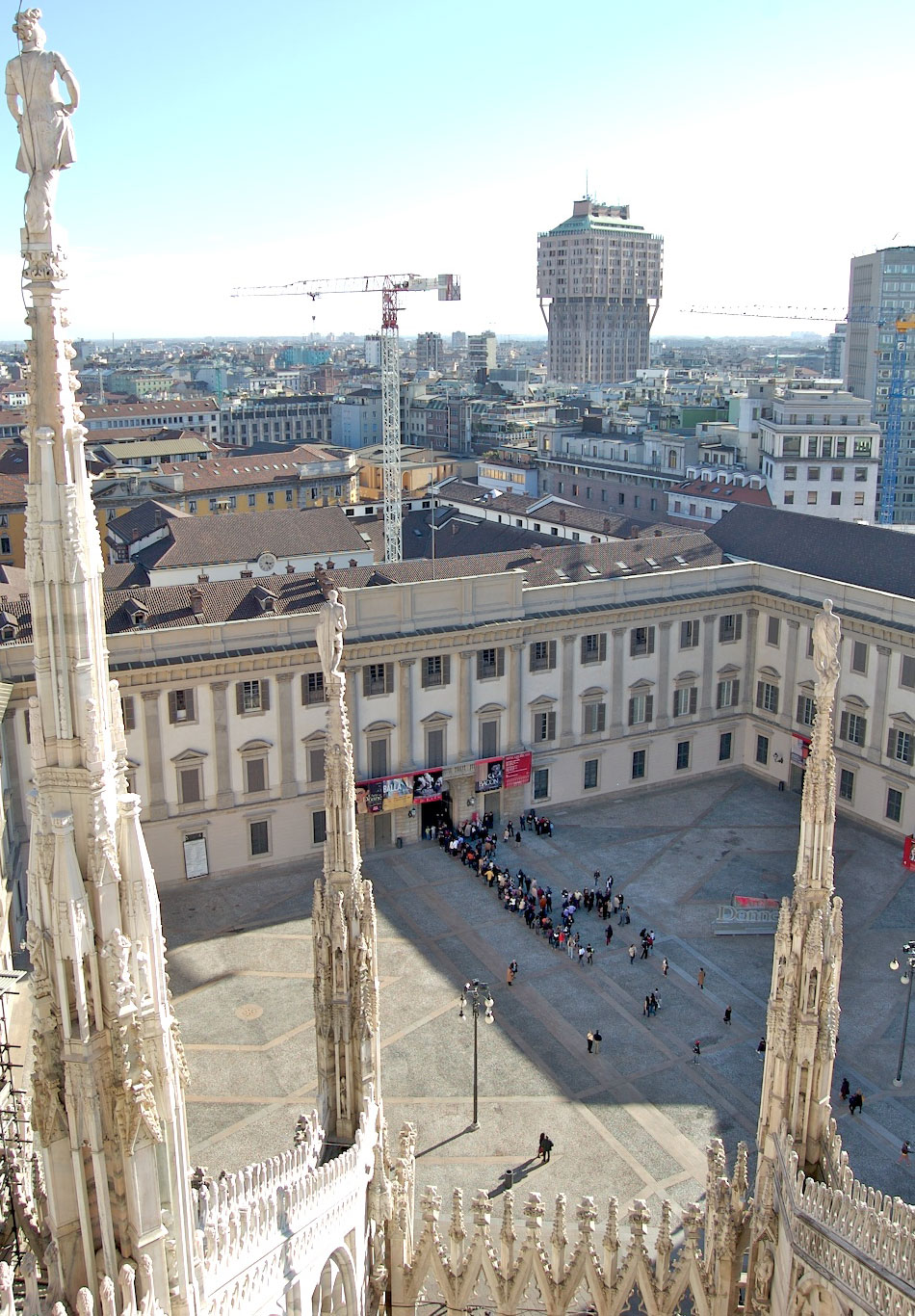
从主教座堂屋顶看王宫

米兰王宫（意大利语：Palazzo Reale di Milano）曾是许多个世纪意大利米兰的政府所在地，今天是一个重要的文化中心，經常举办博览会和展览。 
米兰王宫最初设计為两个院子的结构，后来为了修建米兰主教座堂拆除了一部分，王宫位于主教座堂的立面右侧，正对着埃马努埃莱二世拱廊。建筑的立面，是沿着古代庭院的位置，形成主教座堂广场的一个凹进部分，称为皇家小广场（Piazzetta Reale）。
尤其重要的是一楼的“女像柱厅”，位于1776年烧毁的旧剧场原址，是唯一在1943年大轰炸中幸存的，当时失去了新古典主义的室内设计。

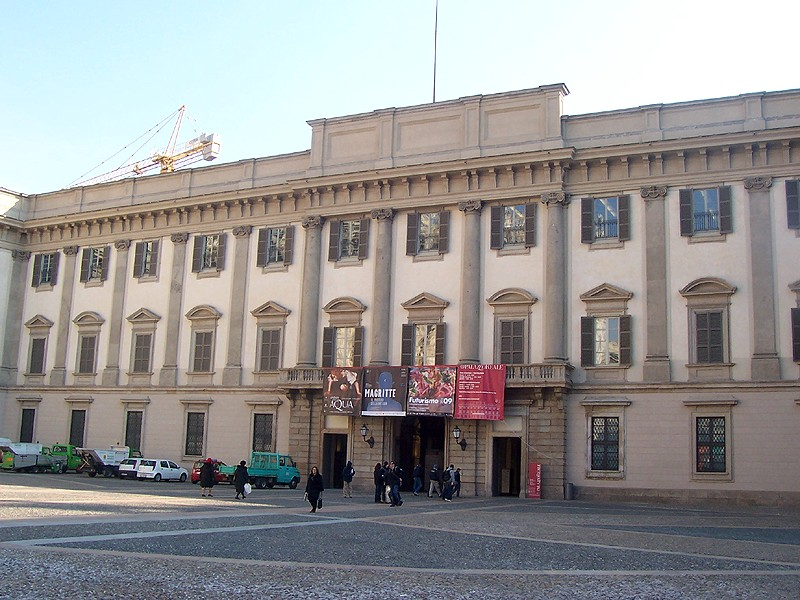
王宫的立面